# Districte de Vlorë
Vlorë és un dels 36 districtes que formen Albània. La seva capital és Vlorë.
Situat al sud-oest del país, forma part de la ribera albanesa, que arriba fins a Sarandë. És el punt més proper de la costa albanesa a la península Itàlica, de la qual està separada pel canal d'Òtranto.
Té una població de 147.000 habitants (dades de 2004) i una extensió de 1609 km².
A part de la capital, inclou altres llocs importants com Dhërmi, Himarë, Vuno, Kocul i Selenicë.